# Mavi Gök Airlines
Mavi Gök Havacılık A.S. bzw. Mavi Gök Airlines (kurz MGA) ist eine türkische Charterfluggesellschaft, Anbieter für MRO-Dienstleistungen und  Lufttaxibetreiber mit Sitz in Antalya.

## Geschichte
Mavi Gök Airlines wurde im März 2007 in Antalya gegründet. Zunächst lag der Schwerpunkt des Unternehmens bei der Wartung von Flugzeugen an mehreren Standorten der Welt (MRO-Dienstleistungen).
Insgesamt betreibt Mavi Gök Airlines 10 weltweite Standorte für MRO-Dienstleistungen, darunter in Antalya, Bodrum, Dalaman, Phuket, Cam Ranh, Hurghada, Scharm asch-Schaich, Enfidah, U-Tapao, La Romana, Dubai und Kiew.
Im Juli 2022 erhielt Mavi Gök Airlines sein eigenes Luftverkehrsbetreiberzeugnis. Der erste offizielle Flug fand am 19. Juli 2022 nach Budapest statt.
Zusätzlich zum Charterflugverkehr und den MRO-Dienstleistungen bietet Mavi Gök Airlines Lufttaxi-Dienstleistungen an, welche mit Flugzeugen des Typs Embraer Legacy 650 und Cessna 208 durchgeführt werden.
Im Mai 2024 gab Mavi Gök Airlines bekannt, dass sie von der IATA offiziell als IOSA Operator registriert wurde.

## Flugziele
Mavi Gök Airlines bedient im Charterflugdienst für verschiedene  Reiseveranstalter überwiegend aus Europa Ziele  in der  Türkei.
Im deutschsprachigen Raum werden unter anderem von den Flughäfen Berlin, Köln, Düsseldorf, Hamburg, Hannover, München, Münster/Osnabrück, Erfurt-Weimar und Nürnberg Flüge nach Antalya durchgeführt.
Unter der Marke MGA air taxi betreibt Mavi Gök Airlines zusätzlich einen privaten Lufttaxidienst.

## Flotte
Mit Stand Juni 2024 besteht die Flotte der Mavi Gök Airlines aus 12 Flugzeugen mit einem Durchschnittsalter von 21,6 Jahren, die für den Charterflugdienst zum Einsatz kommen.
| Flugzeugtyp        | aktiv | bestellt | Anmerkungen               | Sitzplätze | Durchschnittsalter (Juni 2024) |
| ------------------ | ----- | -------- | ------------------------- | ---------- | ------------------------------ |
| Boeing 737-700 BBJ | 1     |          |                           | VIP        | 25,2 Jahre                     |
| Boeing 737-800     | 8     |          | mit Winglets ausgestattet | 189        | 23,3 Jahre                     |
| Boeing 737-900ER   | 2     |          |                           | 215        | 16,0 Jahre                     |
| Boeing 777-300ER   | 1     | 2        |                           | 546        | 15,4 Jahre                     |
| Gesamt             | 12    | 2        |                           |            | 21,6 Jahre                     |